# Lee, Florida

Locaţia în comitatul Madison, în statul Florida

Lee este un oraș în comitatul Madison,  Florida, cu o populație de 357 de persoane în anul 2004.